# Mariano Castillo Larenas
Mariano Castillo Larenas (Buin, Xile, 25 de desembre de 1905 - 23 de setembre de 1970) fou un jugador d'escacs xilè, un dels més destacats de la primera meitat del segle xx.
Era professor d'anglès i francès, i va conèixer els escacs al seu pas pel liceu Miguel Amunategui; va tenir la seva primera actuació destacada al campionat de Xile de 1920, guanyat per Carlos Peralta. Posteriorment seria nou vegades guanyador del campionat de Xile, els anys 1924, 1926, 1927, 1929, 1934, 1940, 1948, 1949 i 1953, un rècord d'edicions guanyades que fou posteriorment superat només pel Mestre Rodrigo Flores.
Va participar representant Xile en dues olimpíades d'escacs, els anys 1939 a Buenos Aires i 1950 a Dubrovnik.